# Walganna
Walganna är ett berg i Australien. Det ligger i regionen Cue och delstaten Western Australia, omkring 530 kilometer norr om delstatshuvudstaden Perth. Toppen på Walganna är 468 meter över havet, eller 5 meter över den omgivande terrängen. Bredden vid basen är 0,08 km.
Trakten runt Walganna är nära nog obefolkad, med mindre än två invånare per kvadratkilometer.. Det finns inga samhällen i närheten.
Omgivningarna runt Walganna är i huvudsak ett öppet busklandskap. Genomsnittlig årsnederbörd är 281 millimeter. Den regnigaste månaden är januari, med i genomsnitt 73 mm nederbörd, och den torraste är augusti, med 3 mm nederbörd.